# Walsoken
 (juillet 2023).
Walsoken est une paroisse civile et un village du Norfolk, en Angleterre.